# Полосатая кунья акула
Полосатая кунья акула (лат. Mustelus fasciatus) — вид хрящевых рыб рода обыкновенных куньих акул семейства куньих акул отряда кархаринообразных. Обитает в ограниченном районе юго-западной части Атлантического океана. Размножается живорождением. Максимальная зафиксированная длина 158 см (самка). Опасности для человека не представляет. Рацион состоит в основном из ракообразных. Коммерческой ценности не имеет. Впервые вид научно описан в 1908 году.

## Ареал
Полосатые куньи акулы обитают в юго-западной части Атлантического океана на ограниченной территории у берегов Бразилии и Аргентины. Эти акулы держатся на внешнем крае континентального шельфа на глубине до 250 м. Длина побережья, вдоль которого встречаются эти акулы не превышает 1500 км. В Бразилии их ареал расположен между 29°ю.ш. и 34°ю.ш., а в Аргентине около 35°30’ю.ш. Природные питомники находятся у берегов Риу-Гранди-Ду-Сул. В октябре-декабря беременные самки перемещаются ближе к берегу, там они приносят потомство.

## Описание
У полосатых куньих акул очень длинная голова с заострённой мордой и довольно стройное тело. Расстояние от кончика морды до основания грудных плавников составляет от 22 % до 24,5 % от общей длины тела. Овальные маленькие глаза вытянуты по горизонтали. По углам рта имеются губные борозды. Верхние борозды существенно длиннее нижних. Длина рта превышает длину глаза и составляет 3,4—4,2 % от длины тела. Короткие, тупые, симметричные зубы оснащены центральным остриём, дополнительные зубцы отсутствуют. Нёбо и полость дна почти полностью покрыты щёчно-глоточными зубчиками.
Расстояние между спинными плавниками составляет 16—19 % от длины тела. Грудные плавники среднего размера, длина переднего края составляет 13—15 %, а заднего края 11—13 % от общей длины соответственно. Длина переднего края брюшных плавников составляет 7,4—9,2 % от общей длины тела. Высота анального плавника равна 2,8—3,2 % от общей длины. Первый спинной плавник имеет почти треугольную форму. Он больше второго спинного плавника. Его основание расположено между основанием грудных и брюшных плавников. Основание второго спинного плавника находится перед основанием анального плавника. Анальный плавник меньше обоих спинных плавников. Хвостовой стебель короткий. У края верхней лопасти хвостового плавника имеется вентральная выемка. Окрас ровного серого или серо-коричневого цвета без отметин.

## Биология
Этот вид размножается живорождением. В помёте 4 новорожденных. Размножение происходит круглый год, беременность длится около 11—12 месяцев. Длина новорожденных около 39—43 смпо другим данным 35 см. Максимальный размер 147 см (самец) и 158 см (самка). Самцы и самки достигают половой зрелости при длине 120 см и
111,5 см.

## Взаимодействие с человеком
Не представляет опасности для человека. Мясо употребляют в пищу. На юге Бразилии в ареале полосатой куньей акулы ведётся интенсивный рыбный промысел, в частности в природных питомниках. Основную угрозу для популяции представляют креветочные траулеры, парное траление, жаберные сети и береговые сети, расставленные в местах размножения акул на глубине не более 10 м. В качестве прилова полосатые куньи акулы попадают в сети, расставленные на горбыля, камбалу, кефаль, плоскотелых акул и рохлевых скатов.
Для сохранения вида в Бразилии запрещено проводить траление на расстоянии ближе одной морской мили от берега. Береговой промысел сетями ведётся нелегально. Международный союз охраны природы присвоил этому виду статус «На грани исчезновения».